# Ernle Bradford
Ernle Dusgate Selby Bradford (11 de gener del 1922, Cole Green; Norfolk, Regne Unit – 8 de maig del 1986, Malta), fou un historiador britànic especialitzat en el món mediterrani i els temes navals.

## Biografia
Fill de Jocelyn Ernle Sydney Patton Bradford i la seva muller, Ada Louise Dusgate, Bradford fou educat a Anglaterra, a l'Uppingham School. Així mateix, serví a la Royal Navy durant la Segona Guerra Mundial, que acabà com a primer lloctinent d'un destructor.
Bradford, un regatista àvid, es passà gairebé 30 anys navegant pel Mediterrani, que és l'escenari de molts dels seus llibres. El seu llibre The Journeying Moon descriu alguns d'aquests viatges. S'acaba amb la venda del seu Bristol Channel Pilot Cutter, Mischief, a HW Bill Tilman, que hi feu diversos viatges significatius a altes latituds. Bradford visqué a Kalkara (Malta) durant uns anys. A més de participant ocasional en programes de la BBC i editor de revistes, Bradford fou un autor prolífic.